# Mlýnský rybník (Lednické rybníky)
Mlýnský rybník, běžně zvaný Apollo, je poslední a druhý největší z kaskády rybníků na potoce Včelínek v okrese Břeclav, 1 km jihovýchodně od Lednice. Je součástí národní přírodní rezervace Lednické rybníky a vede kolem něj naučná stezka. Leží v komponované krajině Lednicko-valtického areálu, na jeho jižním břehu stojí nízká dřevěná rozhledna a na vyvýšenině Apollónův chrám, podle kterého má rybník svou přezdívku.
Po jeho hrázi vede silnice mezi Lednicí a Břeclaví (Charvátská Nová Ves). Při východním koutu rybníka se nachází hospoda a autokemp.